# Shovel Knight
Shovel Knight est un jeu vidéo indépendant de plates-formes développé par Yacht Club Games.
Initialement prévu pour septembre 2013, le jeu est d'abord sorti internationalement sur PC (Steam, Humble Bundle) en 2014, puis la même année sur Wii U et Nintendo 3DS, (sauf pour le Japon, en 2016). Il est ensuite sorti en 2015 sur PlayStation 3, PlayStation 4, PlayStation Vita et Xbox One, puis en 2017 sur Nintendo Switch.
Le jeu remporte le prix du meilleur jeu indépendant lors des Game Awards 2014.

## Shovel Knight: Treasure Trove
Shovel Knight : Treasure Trove est une compilation rassemblant le jeu de base Shovel of Hope (renommé ainsi lorsque la collection a remplacé le seul jeu Shovel Knight dans les magasins de vente en ligne) et ses extensions Plague of Shadows (uniquement disponible par cette compilation à ce jour), Specter of Torment, King of Cards et Showdown. Il a été complété lors de la sortie de ses deux dernières extensions, le 10 décembre 2019.

### Shovel of Hope

#### Scénario
Shovel Knight: Shovel of Hope raconte l'histoire de Shovel Knight, un petit chevalier combattant avec une pelle, comme son nom l'indique.
Dans le passé, ce dernier explorait le monde en compagnie de Shield Knight, dont l'arme de prédilection est un grand bouclier. En explorant la tour du destin, une amulette maudite emporta Shield Knight et laissa Shovel Knight inconscient. Lorsqu'il se réveilla, la tour fut scellée et Shield Knight disparut. À la suite de la disparition de celle-ci, le chevalier à la pelle décida de prendre retraite de sa vie d'aventurier. En son absence, une sorcière nommée l'Enchanteresse a fait son apparition, répandant le mal dans le royaume. En ralliant à sa cause les puissants chevaliers de "l'Ordre des Sans-Quartiers" et en l'absence de Shovel Knight, le royaume était voué à sa perte. L'Enchanteresse a aussi descellé la tour du destin, ce qui poussa Shovel Knight à reprendre sa vie d'aventurier dans l'espoir de retrouver Shield Knight et libérer le royaume de l'influence néfaste de l'Enchanteresse.
Au cours de son périple, le chevalier à la pelle devra explorer différents donjons et combattre des vagues d'ennemis commandées par les chevaliers de "l'Ordre des Sans-Quartiers" : King Knight, Specter Knight, Plague Knight, Treasure Knight, Mole Knight, Tinker Knight, Polar Knight et Propeller Knight. Shovel Knight doit également renouer avec son ancien rival Black Knight qui cherche à protéger l'Enchanteresse, bien qu'il clame haut et fort ne pas être à son service.

#### Système de jeu
Shovel Knight est un jeu de plates-formes à défilement horizontal. Le jeu propose des graphismes 8-bit afin de ressembler à des jeux classiques.
Le jeu reprend des mécaniques de nombreux titres NES comme Zelda II: The Adventure of Link, Mega Man ou Duck Tales. Après avoir terminé le niveau tutoriel, le joueur se trouve sur une carte du monde similaire à celle de Super Mario Bros. 3 qui lui permet d'accéder à divers niveaux, autant des niveaux standards que des villages. Dans ceux-ci, il est possible d'améliorer son personnage en dépensant l'argent accumulé dans les niveaux, ou de jouer à des mini-jeux. Il est également possible d'acheter des objets à Chester, un marchand ambulant caché dans un coffre bleu ciel, afin de faciliter la progression du héros, mais aussi de changer son armure bleue pour d'autres coloris, chacun offrant des bonus et malus différents.
Le but du jeu est de vaincre "l'Ordre des Sans-Quartiers", protecteurs de l'Enchanteresse, pour accéder à son château : pour cela, il faut aller au niveau via la carte, le parcourir puis affronter le boss au bout de celui-ci. On peut rapprocher ce style de jeu de la série Mega Man. Il y a également des chevaliers errants, affichés sur la carte à la manière des Frères Marto dans Super Mario Bros. 3, qui font office de mini-boss.

### Plague of Shadows
L'extension Shovel Knight: Plague of Shadows est sortie le 17 septembre 2015 en tant que déblocable pour les joueurs ayant terminé l'aventure principale ; elle est désormais exclusive à la collection Treasure Trove. Dans une quête en parallèle de l'aventure principale, le joueur y incarne Plague Knight, le chevalier déguisé en médecin de peste et alchimiste pyromane ayant fait des explosifs sa spécialité. Son objectif est de récupérer l'essence des chevaliers afin de créer une potion ultime qui lui attribuerait une puissance illimitée, mais surtout qui lui permettrait de séduire sa collègue et assistante alchimiste Mona.
L'aventure se passant en parallèle de la quête principale, le joueur affronte Shovel Knight à deux reprises : une première fois dans l'Explosatorium, base officielle de Plague Knight désormais rattaché à "l'Ordre des Sans-Quartiers", et une seconde fois lors de la joute réunissant tous les chevaliers de l'Ordre dans la tour du destin. Pour rester cohérent avec les événements de la quête principale, le chevalier à la pelle ne gagne plus à la loyale, mais par une attaque en traître au moment où le joueur célèbre sa victoire. De même, il est révélé que les objets de Chester lui ont été fournis par Plague Knight en échange de potions.

#### Système de jeu
Plague Knight explore les mêmes niveaux que Shovel Knight, mais avec certaines différences pour s'adapter à sa jouabilité. Chaque niveau dispose également de passages secrets au sein desquels le joueur peut trouver des collectibles à échanger contre des bonus.
Si Shovel Knight privilégie le combat rapproché, Plague Knight se repose essentiellement sur son arsenal illimité d'explosifs dont il peut modifier l'orientation du jet, la forme de l'explosion et la condition de la détonation. De même, là où le héros de la quête principale se sert de sa pelle pour rebondir sur les ennemis, l'antihéros de l'extension se sert de double sauts, mais aussi de sauts chargés dont il peut également changer la nature.

### Specter of Torment
Shovel Knight: Specter of Torment est sorti le 3 mars 2017. Dans cette préquelle au ton plus sombre, le joueur y incarne Specter Knight, le chevalier fantôme muni d'une faux. Afin de récupérer sa vie, il doit s'acquitter d'une mission pour l'Enchanteresse : réunir huit chevaliers qui mèneront à bien ses plans de conquête.
Une fois un certain nombre de niveaux terminés (ceux-ci étant jouables dans l'ordre désiré, à l'exception du niveau tutoriel et des derniers niveaux), des niveaux spéciaux racontent le passé de Specter Knight avant sa mort, lorsqu'il était un aventurier répondant au nom de Donovan.

#### Système de jeu
Contrairement à Plague of Shadows qui se contentait des niveaux d'origine uniquement dotés de routes alternatives, Specter of Torment les transforme complètement afin de les adapter à la jouabilité de Specter Knight : ce dernier peut trancher des éléments du décor et des ennemis pour s'élever ou descendre, mais aussi grimper pendant un court instant aux murs et rebondir dessus. La difficulté est également revue à la hausse, notamment en ce qui concerne les combats de boss.
La carte du royaume des précédentes versions est remplacée par un niveau faisant office de "hub central" situé dans la tour du destin, base de l'Enchanteresse : c'est en payant un acolyte affecté à un miroir magique que Specter Knight est téléporté à l'entrée d'un niveau. Au sein de ce "hub", il est également possible d'aborder des PNJ pour augmenter sa "santé" et sa réserve de magie, de débloquer des objets et des armures ainsi que d'accomplir un mini-jeu d'escalade demandant une utilisation optimale des capacités du chevalier spectral.
L'extension a reçu la note de 8/10 dans le magazine Canard PC.

### King of Cards
Shovel Knight: King of Cards est la dernière extension de Shovel Knight, sortie le 10 décembre 2019. Dans cette préquelle retrouvant un ton plus léger, le joueur y incarne King Knight, le chevalier à l'armure dorée qui rêve de devenir roi. Afin de réaliser son rêve, il devra combattre des ennemis pour conquérir le royaume des Trois-Rois par la force brute et par le Joustus, un jeu de cartes à collectionner qui passionne le royaume.

#### Système de jeu
Au lieu de quelques grands niveaux rassemblés sur une seule carte, King of Cards propose une grande variété de petits niveaux, réunissant autant les thèmes des jeux précédents que des nouveaux thèmes propres à cette extension, sur quatre cartes. Les chevaliers du futur "Ordre des Sans-Quartiers" ne sont pas affrontés dans un niveau prédéfini, mais dans un niveau spécial défini par une silhouette sur la carte à la manière des Frères Marto de Super Mario Bros. 3 après avoir fait un niveau correspondant à leur thématique. Les seules exceptions sont Specter Knight, qui est affronté de la même manière que Black Knight dans la quête principale, et les trois rois, qui sont affrontés à la fin d'un grand niveau à l'extrémité est de leurs royaumes respectifs.
Les niveaux se jouent à la manière d'un Wario Land : King Knight peut augmenter la vitesse de ses déplacements et détruire la plupart des ennemis lui bloquant la route grâce à une charge épaulée, et récupérer les trésors est d'autant plus important que le mode difficile en fait la ressource pour utiliser les objets. La charge épaulée permet également au joueur de tournoyer après avoir frappé un mur, ce qui est autant utile pour se débarrasser d'ennemis dont la seule tête est vulnérable et pour atteindre des hauteurs que gênant si le chevalier atterrit dans un trou, ce qui le transporte sous la plateforme où il désirait atterrir.

#### Joustus
Parmi ces niveaux se trouvent également des Maisons du Joustus où le joueur peut se livrer à des duels de cartes. Les règles de ce jeu sont aussi simples que ses pratiques sont variées : chaque joueur doit prévoir seize cartes à placer sur un jeu en respectant les directions indiquées, pousser celles de l'adversaire dans des cases où elles deviennent inutilisables, et celui qui a le plus de cartes sur la table à la fin de la partie a gagné, s'arrogeant le droit de prendre au perdant certaines cartes qu'il a utilisées (allant de une à trois selon la performance du vainqueur) afin de renforcer son propre jeu. Chaque maison du Joustus dispose de quatre joueurs à battre (souvent des PNJ et des ennemis communs) avant de s'attaquer au Champion qui, en plus des règles évoquées précédemment, utilise différents bonus afin de pimenter la partie.

### Showdown
Shovel Knight Showdown est une extension sortie simultanément avec King of Cards. La plupart des personnages du jeu sont jouables, pour un jeu de combat où peuvent s'affronter jusqu'à quatre joueurs simultanément.

## Développement

### Campagne Kickstarter
Le jeu a été financé grâce à une campagne Kickstarter.
Lors du développement du jeu, celle-ci prévoyait, au cas où un seuil minimal fût atteint, le développement de trois campagnes solo, chacune consacrées à un antagoniste (l'Enchanteresse, Black Knight et les membres de "l'Ordre des Sans-Quartiers"). Après un vote en ligne, les noms de Specter Knight, Plague Knight et King Knight sont sortis vainqueurs, ce qui a abouti à la création des trois extensions mentionnées ci-dessus. Un autre objectif Kickstarter prévoyait également une extension sous forme de jeu de combat dans lequel tous les personnages seraient jouables, ce qui a amené à la création de Showdown.

### Audio
Les musiques sont composées par Jake Kaufman, ayant déjà travaillé sur plusieurs jeux indépendants. De plus, quatre des pistes (celles des niveaux et combats de boss de Plague Knight et de Treasure Knight) ont été composées par Manami Matsumae, qui a travaillé sur Mega Man et Mega Man 10. Toutes sont créés par Famitracker, logiciel permettant de composer des musiques pour NES.

## Apparition
Le héros, Shovel Knight, apparaît dans Super Smash Bros Ultimate en tant que Trophée aide, ainsi que comme personnage non-jouable dans le jeu Yooka-Laylee. Il apparaît aussi en tant que costume alternatif dans le jeu Brawlhalla. Il est également présent en tant que personnage jouable dans le jeu Rivals of Aether.
Le 10 décembre 2015 en Europe et le 8 janvier 2016 en Amérique du Nord, la figurine amiibo Shovel Knight (exclusive aux consoles Nintendo) sort. Elle permet de débloquer le mode coopératif ou compétitif, la fonction Custom Knight permettant de personnaliser l'apparence de son héros et la possibilité de faire du level up jusqu'au niveau 50.

## Suites

### Shovel Knight Pocket Dungeon
Shovel Knight Pocket Dungeon est un puzzle-game parut le 13 décembre 2021 sur PC et console. Le jeu intègre des mécaniques de dungeon-crawler et reprend l'univers et les personnages principaux du premier jeu avec une nouvelle histoire. On y découvrira de nouveaux ennemis, mais également des anciens.

### Shovel Knight Dig
Shovel Knight Dig est un jeu dont la bande annonce fut publié le 28 août 2019. Son développement s'est fait en collaboration avec Nitrome et Yacht Club Games. Sa sortie, initialement prévue en 2021, a été repoussé en 2022.
Sorti le 23 septembre 2022, le jeu se révèle être un Roguelike dans la lignée de Spelunky et de Downwell : après s'être fait voler ses trésors par Drill Knight, chevalier tunnelier et chef des Hexcavateurs, Shovel Knight se jette tête baissée dans son puits pour le récupérer. Le joueur devra creuser toujours plus profondément dans le sol afin de combattre les Hexcavateurs dans des niveaux générés de manière procédurale.